# Großengersdorf
Großengersdorf è un comune austriaco di 1 490 abitanti nel distretto di Mistelbach, in Bassa Austria; ha lo status di comune mercato (Marktgemeinde).